# La Ferté-Alais
La Ferté-Alais is een gemeente in het Franse departement Essonne (regio Île-de-France) en telt 3962 inwoners (2004). De plaats maakt deel uit van het arrondissement Étampes.

## Geografie
De oppervlakte van La Ferté-Alais bedraagt 4,5 km², de bevolkingsdichtheid is 880,4 inwoners per km².
De onderstaande kaart toont de ligging van La Ferté-Alais met de belangrijkste infrastructuur en aangrenzende gemeenten.

## Demografie
Onderstaande figuur toont het verloop van het inwonertal (bron: INSEE-tellingen).